# Global Reporting Initiative
Pour les articles homonymes, voir GRI.
Le Global Reporting Initiative (GRI) est un organisme indépendant au niveau international de normalisation concernant la performance en développement durable d'entreprises et d'organisations gouvernementales ou non et la divulgation d'informations. Le GRI fournit les exigences et les lignes directrices pour la déclaration annuelle (reporting) des activités d'une organisation en matière de développement durable. Les objectifs de cette démarche sont d'assurer la transparence et la responsabilité sociale et environnementale des organisations. 
Le GRI est fondé vers la fin de 1997 à partir de l'association de la coalition pour les économies environnementalement responsables (CERES) et l'institut Tellus avec l'implication du programme des Nations unies pour l'environnement (PNUE). En 2000, le GRI publie la première édition des lignes directrices (G1) qui sont par la suite révisées en 2002 (G2), 2006 (G3) et 2013 (G4). À partir de 2016, les lignes directrices sont remplacées par des normes.  
L'adhésion des organisations aux normes GRI se fait sur une base volontaire. 

## Structure organisationnelle
Le GRI comporte trois catégories d'acteurs :
- les parties prenantes organisationnelles (voir la théorie des parties prenantes ou stakeholders) : tout type d'acteurs (ONG, Syndicats, entreprises...) dont l'objectif est de définir la stratégie et l'évolution des normes et des critères et contribuent au financement sous forme de cotisations ;
- le conseil des parties prenantes qui regroupe 60 membres, désignés par les parties prenantes organisationnelles et qui ont pour fonction de donner les grandes directives, orientations stratégiques et de débattre de toutes les questions auxquelles peuvent être confrontées les organisations. Ils sont aussi conseillers du comité de conseil technique ;
- le comité de conseil technique, composé d'une quinzaine de spécialistes des questions sociales, sociétales ou environnementales, qui a pour mission de pratiquer une veille sur l'évolution des normes internationales.

## Les principes de reporting
Il existe quatre catégories de grands principes :
- processus de rédaction des rapports : transparence, dialogue avec parties prenantes, possibilité d'audit ;
- périmètre du rapport: exhaustivité, précision du contexte ;
- garantie de fiabilité des données ;
- accès libre au rapport.

## Directives de reporting

### Lignes directrices
Le Global Reporting Initiative propose un référentiel d'indicateurs qui permet de mesurer l'avancement des programmes de développement durable des organisations. Dans sa version G3, le référentiel comportait 79 indicateurs, qui se répartissaient de la manière suivante :
Par importance : 
- 49 indicateurs de base ;
- 30 indicateurs dits supplémentaires.

Par domaine :
- économie : 9 (dont 2 supplémentaires) ;
- environnement : 30 (dont 13 supplémentaires) ;
- droits de l'Homme : 9 (dont 3 supplémentaires)
- relations sociales et travail décent : 14 (dont 5 supplémentaires) ;
- responsabilité vis-à-vis des produits : 9 (dont 5 supplémentaires) ;
- société : 8 (dont 2 supplémentaires).

Depuis la version G4, cette répartition a été légèrement modifiée.

### Normes GRI de reporting de développement durable
En 2016, le GRI publie une nouveau système de normes remplaçant les lignes directrices. Il s'agit des normes GRI de reporting de développement durable. Ces normes sont réparties en quatre séries:  
- Série 100 : Normes universelles
- Série 200 : Normes économiques
- Série 300 : Normes environnementales
- Série 400 : Normes sociales[3].

### Standards GRI
En 2021, le GRI établit un système de standards applicable à partir de janvier 2023. Ces standards sont reliés entre eux et sont organisés en trois séries : GRI Universal Standards, GRI Sector Standards, et GRI Topic Standard :
Universal Standards : GRI 1, GRI 2 and GRI 3
- GRI 1 : Foundation 2021 spécifie les exigences auxquelles l'organisation doit satisfaire pour se conformer aux standards GRI. L'organisation commence à utiliser les standards GRI en consultant GRI 1.
- GRI 2 : General Disclosures 2021 contient des divulgations que l'organisation utilise pour fournir les informations sur ses pratiques de reporting et d'autres détails organisationnels, tels que ses activités, la gouvernance, et sa politique.
- GRI 3 : Material Topics 2021 fournit des informations sur la manière de déterminer des thèmes matériels. Il contient aussi des divulgations que l'organisation utilise pour publier des informations sur la manière sont elle détermine ses thèmes matériels, et comment elle gère chaque thème.

Sector Standards
Les Sector Standards fournissent des informations pour les organisations about leurs thèmes matériels probables. L'organisation utilise les Sector Standards qui s'appliquent à ses secteurs d'activité lorsqu'elle détermine les thèmes matériels et ce qu'elle doit publier pour chaque thème matériel.
Topic Standards
Les Topic Standards contiennent des divulgations que l'organisation utilise pour publier des informations sur ses impacts en relation
avec des thèmes particuliers. L'organisation utilise les Topic Standards conformément à la liste de  material topics qu'elle a déterminé dans GRI 3.